# Uncial 080
Uncial 080 (numeração de Gregory-Aland), ε 20 (von Soden), é um manuscrito uncial grego do Novo Testamento. A paleografia data o codex para o século 6.

## Descoberta
Codex contém o texto do Evangelho segundo Marcos (9,14-18.20-22; 10,23-24.29) em 2 folhas de pergaminho, com lacunas. O texto está escrito com duas colunas por página, contendo 18 linhas cada.
O texto grego desse códice Kurt Aland no colocou-o na Categoria.
Actualmente acha-se no Biblioteca Nacional Russa (Gr. 275, 3) in São Petersburgo e in Alexandria (Patriarcado Ortodoxo Grego 496).